# هوگو فون آبرکرون
بارون هوگو فون آبرکرون (آلمانی: Hugo von Abercron; ۲۴ اکتبر ۱۸۶۹ – ۱۶ آوریل ۱۹۴۵) بالن سوار، نویسنده غیر داستانی و سرلشکر اهل آلمان بود. او یکی از مهم‌ترین بالن سواران آلمانی بین دو جنگ جهانی محسوب می‌شود.

## زندگی
آبرکرون در بوساتز، زلیزیا در نزدیکی شهر راتیبور (راچیبوس در لهستان کنونی) متولد شد. پدر او، کریستین آبرکرون، یک افسر پروسی بود و مادرش ماریا ترزا هینش نام داشت. 
او پس از پایان دوره دبیرستان، در تاریخ 22 مارس 1888، با درجه ستوان دومی به ارتش پروس پیوست. در تاریخ 12 سپتامبر 1895 به درجه ستوان یکمی نایل شد. در سال‌های 1903 و 1910 به عنوان کاپیتان و فرمانده گروهان در دوسلدورف خدمت کرد.
آبرکرون از سال 1906 تا 1927 به عنوان رئیس بخش بالن‌های آزاد اتحادیه هوانوردی آلمان که بعدها به انجمن هوانوردی آلمان تغییر نام داد، فعال بود. او چندین بار در جام گوردون بنت شرکت کرد و در سال 1910 در سنت لوئیس به مقام سوم دست یافت.
او با آغاز جنگ جهانی اول، به عنوان فرمانده هنگ پیاده نظام ذخیره که به تازگی تأسیس شده بود، منصوب شد و این هنگ را هم در جبهه غربی و هم در نبرد وردن فرماندهی کرد.
پس از پایان جنگ جهانی اول، آبرکرون برای بازسازی هوانوردی آلمان فعالیت داشت. او در سال 1932، به عنوان مدیر مؤسسه علوم طبیعی مردمی اورانیا (آلمانی: Institut für volkstümliche Naturkunde URANIA) در برلین مشغول شد.
آبرکرون زندگی‌نامه‌ای با عنوان «هوگو فون آبرکرون: افسر و پیشگام هوانوردی» نوشت.

## نشان‌ها
- نشان عقاب سرخ
- نشان سنت جان (بایلیویک براندنبورگ)
- صلیب خدمات پروس
- نشان هنری شیردل
- نشان خاندان و شایستگی پیتر فردریک لوئیس
- نشان شاهین سفید
- نشان خاندان ساکس-ارنستین
- نشان فردریش